# 사도세자 (영화)
"사도세자"는 한국에서 제작된 안종화 감독의 1956년 영화이다. 황해남 등이 주연으로 출연하였고 변순제 등이 제작에 참여하였다.

## 출연

### 주연
- 황해남
- 윤인자
- 이민자
- 서월영
- 변일영

## 기타
- 조명: 서영헌
- 조명: 최진
- 녹음: 이경순
- 미술: 서민
- 의상: 석도철
- 소품: 석도철